# Camponotus sommeri
Camponotus sommeri é uma espécie de inseto do gênero Camponotus, pertencente à família Formicidae.